# Embajada de Azerbaiyán en Rusia

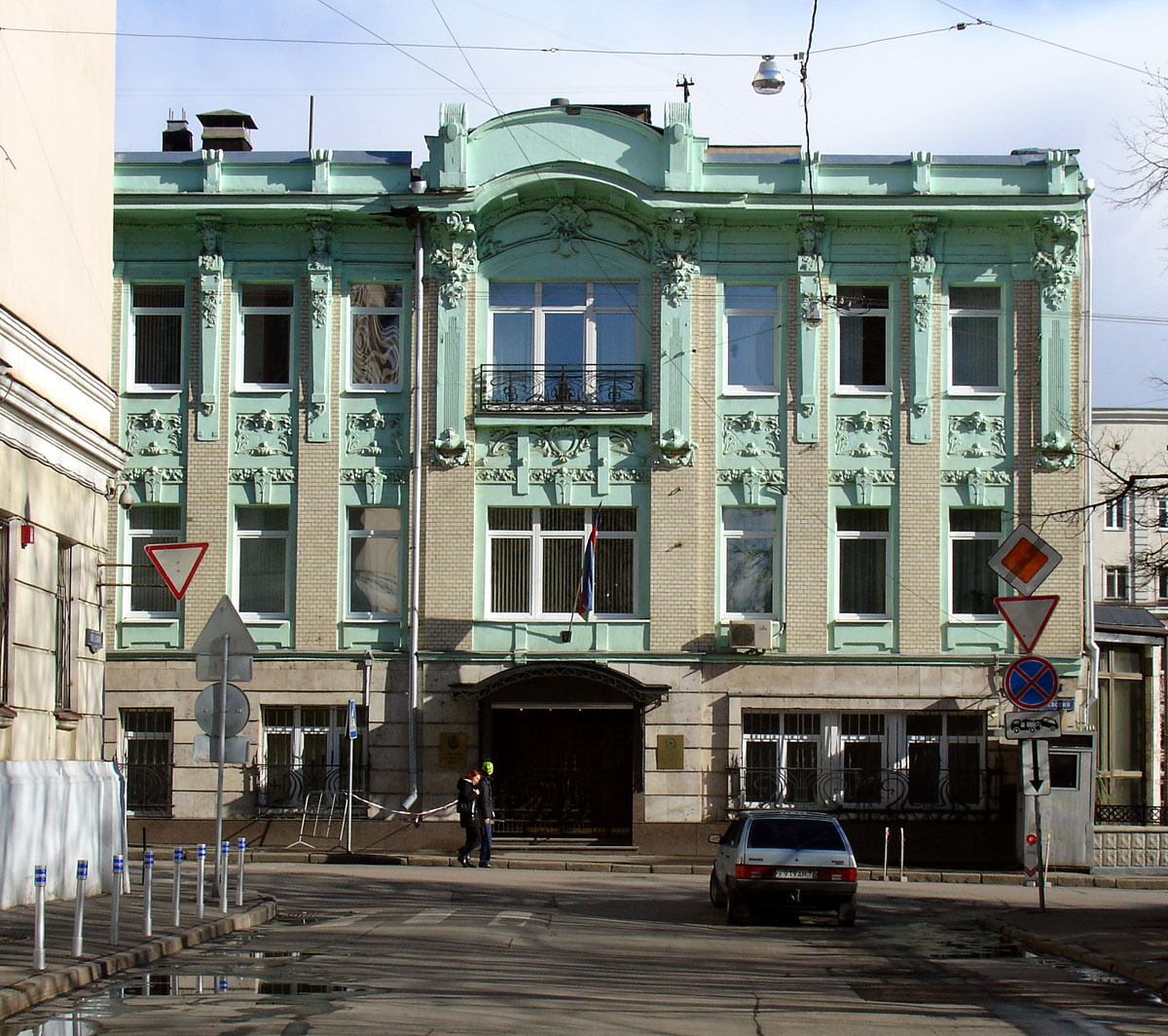
Aspecto exterior de la embajada (2007).

La Embajada de Azerbaiyán en Rusia es la misión diplomática de la República de Azerbaiyán en la Federación Rusa. Se encuentra en el número 16 de la calle Leontyevsky (del ruso: Леонтьевский переулок, 16), en el distrito de Presnensky, en Moscú.
El actual embajador es Polad Bülbüloğlu.